# Orden de Alcalá de la Selva
La Orden de Alcalá de la Selva fue una orden militar cisterciense, fundada por Alfonso II de Aragón en 1174, dependiente de la abadía burdegalense de Santa María de la Gran Selva (La Sauve-Majeure) a través del priorato de San Salvador de Ejea, que pervivió hasta la segunda mitad del siglo XIV.

## Origen

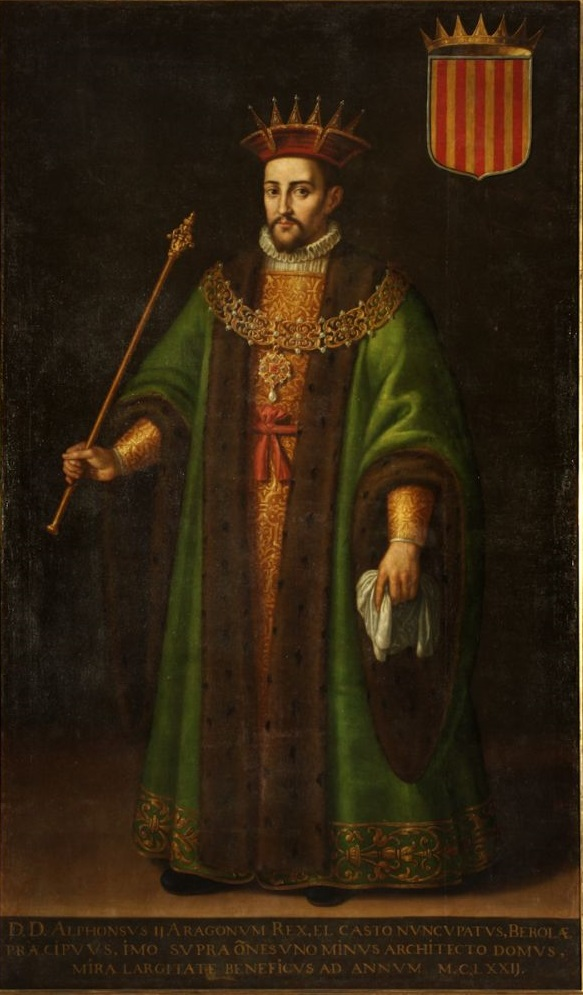
Retrato ideal de Alfonso II el Casto, considerado fundador de la Orden de Alcalá de la Selva.

Tiene su inicio en la entrega del castillo de Alcalá al prior de San Salvador de Ejea, Raimundo de Tharz, donación realizada como parte de la estrategia de defensa de la recién conquistada Teruel frente a la amenaza del poder almohade. La carta de donación, datada en Calatayud en febrero de 1174, encargaba a los freires, además de la defensa territorial, la «destruccionem sarracenorum», todo ello bajo dependencia directa del monarca y sus sucesores: «ad servicium et fidelitatem meam, meorumque successorum per secula cuncta».

## Organización
La información disponible sobre la organización y actividades de la Orden de Alcalá de la Selva es muy limitada y tan sólo se conocen una docena de documentos en los que se menciona a los «freiles de Alcalá». Quedan oscuros los aspectos jerárquicos de la organización, no habiéndose encontrado alusiones a la figura del maestre, común en otras órdenes militares. En su lugar y según se desprende de los documentos citados, el grupo de caballeros estaba encabezado al principio por un «freire mayor», y luego por el «comendador de Alcalá», figura que se cita en varias ocasiones como responsable máximo de la organización militar alcalaína. Tampoco se ha aclarado la relación orgánica de la milicia selvense con la abadía matriz y no parece que el capítulo del Císter dotara a los monjes de Alcalá de regla o modus vivendi. Esta situación de indefinición jerárquica y disciplinaria hizo que desde Roma se recelara de la organización creada fuera del control papal, no llegando a emitir ninguna bula que confirmara canónicamente a la Orden de Alcalá.

## Dominios
La Orden de Alcalá de la Selva amplió sus dominios gracias a las donaciones realizadas por Alfonso II, que además del castillo de Alcalá, tierras y permisos para construir molinos en la acequia regia de Teruel y otras heredades, le donó la villa de Mierla y todo su término. Pedro II confirmó y amplió las donaciones de su predecesor, añadiendo en 1208 el lugar de Cuevas de Domingo Arquero a las propiedades de la Orden. Jaime I le hizo entrega de los castillos y las poblaciones de Almedíjar y de Algimia de Almonacid, a finales de 1228 y en junio de 1233 respectivamente.
Anteriormente, en 1224, Fernando III el Santo, para conseguir la colaboración de la Orden de Alcalá de la Selva en la conquista  para Castilla de territorios en poder musulmán, les concedió diversos derechos y tierras en Atalaya de Ferruz, Alcocer, Alarcón e Iniesta, y dos enclaves conquistados pocos años antes: el castillo de Alcalá del Júcar y la cueva fortificada de Garadén, dotándose de esta forma el monarca castellano de una posición estratégica en la Hoz del Júcar, esencial para la ofensiva que terminaría con la incorporación de los reinos de Murcia y de Jaén a la Corona de Castilla.

## Declive y desaparición
Parece escasa la importancia militar, social y religiosa adquirida por la Orden de Alcalá de la Selva en sus dos centurias de vida. Los documentos por los que recibió donaciones no hacen mención concreta a la participación de los freires selvenses en batallas y conquistas; solamente refieren de forma genérica «servicios» prestados a los monarcas. Algunos de estos servicios sin confirmar pudieron ser la toma de Rubielos de Mora, población cercana a los dominios de la Orden o la participación de los selvenses en la conquista del reino de Valencia.
Mediado el siglo XIII se inicia el declive de la institución con la venta de Almedíjar en 1240 y de Algimia de Almonacid en 1248, aunque esta última posesión volvería a manos de la Orden años más tarde, para desprenderse definitivamente de villa y castillo antes de 1264. Puede que la revuelta mudéjar de Valencia y la crisis padecida por la abadía matriz y sus prioratos, que la llevaron a ceder el usufructo de la Orden Militar a García Pérez, fueran causas del declive, que culminó con la venta del castillo y villa de Alcalá de la Selva a Juan Fernández de Heredia en 1376, cuando la Orden ya había dejado prácticamente de existir.